# Castrum Verlag
Der Castrum Verlag ist ein seit 2020 bestehender deutschsprachiger Verlag mit Sitz in Wien.

## Geschichte
Der Castrum Verlag entstand aus der bereits 2012 erstmalig publizierten Zeitschrift für Gedichte Das Neue Leben. Der Herausgeber der Zeitschrift Ledio Albani gründete den Verlag mit dem Ziel, Gedanken in der Tradition klassischer, deutscher Literatur und Philosophie ein Veröffentlichungsorgan darzubieten.
Namensgebung und Verlagslogo verweisen auf den George-Kreis, eine Gruppe um den Dichter Stefan George und um seine Zeitschrift Blätter für die Kunst, die ab den 1890er Jahren in München entstand. Nach 1945 hatte Gisèle van Waterschoot van der Gracht in der Fortführung der Tradition des George-Kreises eine Stiftung (später ein Magazin) ins Leben gerufen, mit dem Namen Castrum Peregrini. Dieses wurde im Jahr 2019 in Stichting Herengracht 401 umbenannt.
Der Castrum Verlag übernimmt die entsprechenden Symboliken, sieht sich allerdings nicht in der unmittelbaren Tradition oder als Fortführung des George Kreises oder des Magazins Castrum Peregrini. Vielmehr stellen die dort verwendeten Zeichen und Praktiken einen Anfangspunkt und einen symbolischen Anbeginn für den Verlag, sind aber nicht maßgeblich in der weltanschaulichen Ausrichtung oder in der konkreten Gestaltung des Programms.

## Programm
Das Verlagsprogramm ist gekennzeichnet durch einen Schwerpunkt auf neue und junge Autoren, sowie auf lyrische und philosophische Werke. Die Zeitung Falter verweist auf den nihilistischen Gestus des Verlags. Das Börsenblatt – Wochenmagazin für den Deutschen Buchhandel hebt insbesondere den formstrengen Charakter der Akteure und des Auftritts auf den Buchmessen hervor.
Als erstes Werk im Verlag erschien der Aphorismenband Haltungen von Ledio Albani. Der Germanist Achim Aurnhammer deutet das Werk in der Tradition Stefan Georges und verweist besonders auf die Anlehnung der Aphorismen an dichterische Elemente bei George. Thorwald C.  Franke betont insbesondere den rechtsgerichteten Gestus des Werks und bezeichnet ihn mit dem Schlagwort „Wokismus von Rechtsaußen“.
Weiters publizierte der Verlag bis dahin noch unveröffentlichte Gedichte des Germanisten Ernst Bertram mit einem Vor- und Nachwort von Konrad Adam.

## Politische Einordnung
Bezogen auf die politische Einordnung des Verlags gab es vielfache Kontroversen. Zwar wurde das Verlagsprogramm besonders in Medien der Neuen Rechten rezipiert, gleichzeitig distanzierte sich der Verleger Ledio Albani von einer klaren politischen Zuordnung. Der Publizist Wolfgang Koch sieht den Verlag in der taz als „kryptokonservativ“ und deutet insbesondere auf seinen rebellischen Charakter hin, sowie auf seinen Zusammenhang mit christlich-religiösen Motiven. Der Verlag selber betrachtet sich jenseits einer klar gefassten politischen Positionierung und in dieser Hinsicht auch als jenseits der politischen Lager.